# غانبي يوكوي
غانبي يوكوي (باليابانية: 横井 軍平ー) كان مصمم ألعاب فيديو ياباني ، موظف سابق في نينتندو منذ فترة طويلة ، اشتهر بكونه مبتكر غيم أند واتش الجهاز المحمول باليد و مصمم لعبة جيم بوي. اخترع أيضا دي باد (الأزرار الموجودة على شكل تقاطع) الموجودة تقريبا في كل أجهزة التحكم الخاصة بألعاب الفيديو في الوقت الحالي. اخترع أيضا جهاز فيرتشوال بوي لكنه فشل بشكل ذريع وغادر يوكوي نينتندو في 15 أغسطس 1996 بعد 31 عاما في الشركة.

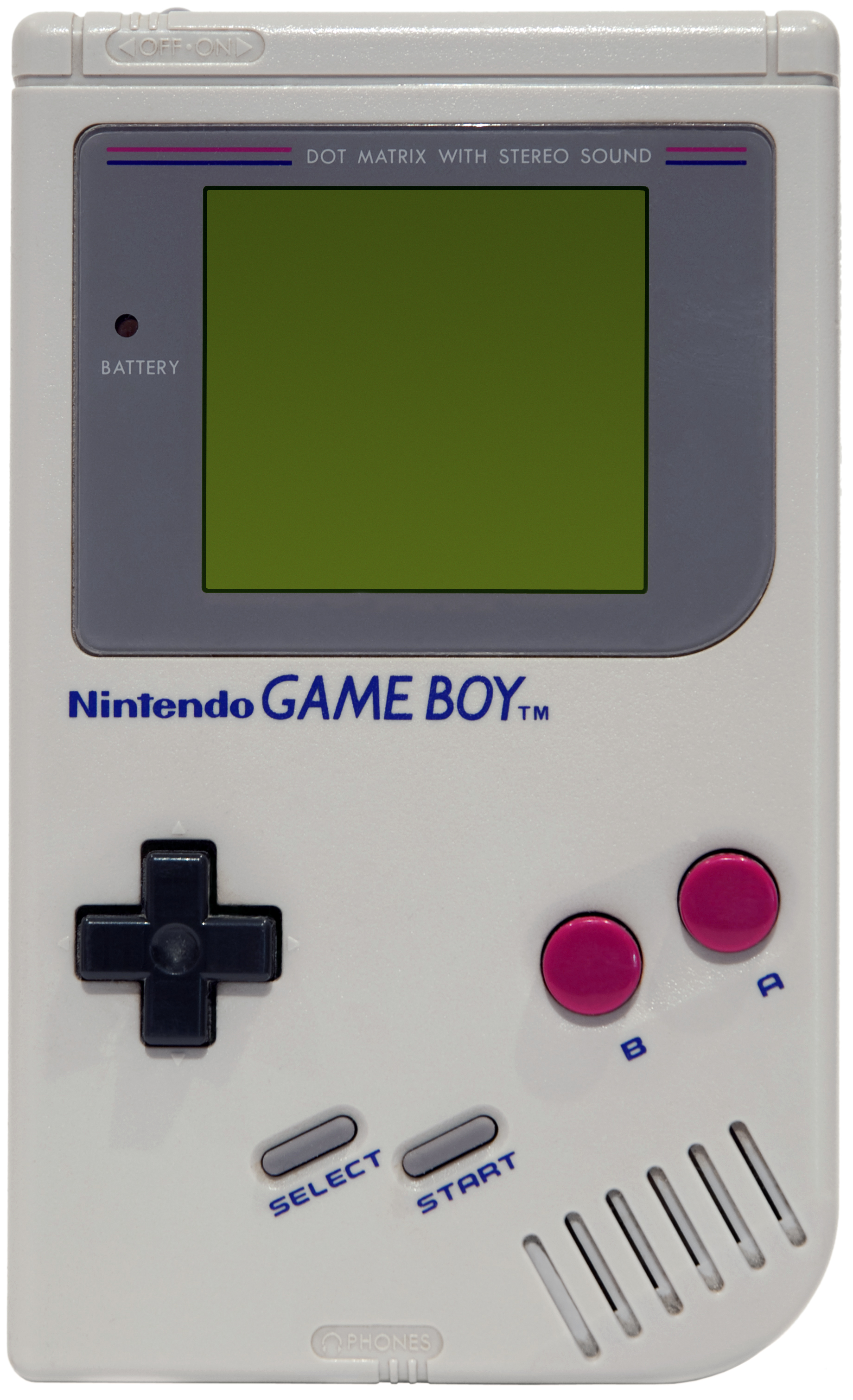
جهاز جيم بوي الذي اخترعه غانبي يوكوي.

## بداية حياته
ولد غانبي يوكوي عام 1941 في كيوتو و تخرج من جامعة دوشيشا في مجال الإلكترونيات تم التعاقد معه من قبل نينتندو عام 1965.

## وفاته
في 4 أكتوبر 1997، بينما كان يقود سيارته على الطريق السريع اصطدم بمؤخرة شاحنة، وعند نزوله لتفحص الأضرار اصدمت به سيارة أصابته بجروح خطيرة أدت إلى وفاته لاحقا.